# Cottica
Il Cottica è un fiume del Suriname che ha origine nelle colline che circondano Moengo. Scorre verso Ovest ed è immissario del fiume Commewijne.